# EXtendedMusic
eXtendedMusic（エクステンデッドミュージック）は、文化放送のBSデジタルラジオチャンネル・BSQR489と文化放送・NACK5・テレビ朝日が共同運営する地上デジタルラジオ放送チャンネル・DigiQ+N 93で放送されていた音楽ラジオ番組。ここでは、後にDigiQ+N 93（2007年3月で終了）、超!A&G+で放送されていた「A-MusicStream」（エー・ミュージックストリーム）についても述べる

## 概要
当初は「拡張性の高い音楽をかける」というコンセプトでアニメ系の曲が中心というわけではなかったが、2002年8月より選曲・データ放送運営・DJをする人が原口誠司に変わり、オンエアー曲がアニメ系の曲中心になった。番組でかかる曲は原口が自腹で買った曲が多く、自宅にタンス大のCDラックがある程である。そのため、他の文化放送の番組が彼にアニメソングのかけたい音源を借りることもしばしばあり、原口が文化放送のアニメソング音源の倉庫とも呼ばれることもある。
基本的にBSQR489とDigiQ+N 93（後のUNIQue the RADIO、2009年10月終了）のどちらでも放送される番組は「楽音潮流シリーズ」として、BSQR489のみの放送となる場合は単独番組として放送されていた。
2006年3月BSQR489では閉局のため放送を終了したが、DigiQ+N 93では「eXtendedMusic R」の再放送を行うという形で「楽音潮流 eXtendedMusic」が2006年9月まで放送されていた。（但しデータ放送などは全く無い）
また、最終日に告知していた「A-Music Stream」（後述の「eXtendedMusic ARCHIVE、eXtendedMusic FinalStage」の項を参照）が、DigiQ+N 93にて2007年3月まで放送された。その後、2008年4月から、超!A&G+にて、「A-MusicStream」が2014年9月まで6年間放送されていた。

## 主な番組企画
アニメソングリクエストカウントダウン
アニメの改編が行われるクールごとにその期間で放送された新作アニメのアニメソングのOPとEDテーマ曲の中からリクエストを集め、上位30位を番組で発表した。当初は番組にリクエストがあまり来なかったため、文化放送で放送されている『A&Gメディアステーション こむちゃっとカウントダウン』のランキングを元にある特定の期間のアニメのアニメソングのカウントダウンを発表していた。
データ放送チャット大会
データ放送画面では放送中の曲名のほか、スクロールするテロップと静止画像（メッセージウィンドウ）を表示できるようになっており、その部分を利用してリスナーとスタッフおよびリスナー間のコミュニケーションを取る企画。放送中にリスナーよりメールで寄せられたメッセージや写真、イラストを紹介していた。ただしデータ放送画面の仕様上、更新には時間を要し、かつメッセージの表示間隔は長かったため、チャットと言うには程遠い状態ではあったが、それでも何とかやり取りを行っていたようである。
オンエアー曲名当てクイズバトル
2006年正月に放送、原口、バロン大野、こんちんの3名の選曲したアニメソングの曲名とその曲の流れるアニメのタイトルを電話に出ているリスナー二人が対決するという方法で答え、勝ち続けてポイントを貯めていく。その対決を傍観しているリスナーもメールで回答でき、そのやり方でもポイントを貯めることができるというルールだった。最終的にポイントの高い上位2名が電話に出てそのクイズで勝った者が優勝。ただし、優勝商品はA&Gカレンダー2006だった。

## eXtendedMusicの中で放送された箱番組
ザ・ステージ ユキクラのパローレ☆ムジカーレ
文化放送で放送された内容と同じ内容。この番組だけのためのデータ放送も使用できた。
金田朋子のミニミニミクロ宣伝会議
mobile QR A&G information、BBQR A&G information
曲やイベントの宣伝などを主に行った。
出演経験者
- だいず（水島大宙・岸尾大輔）
- こやまきみこ
- 清水愛
- Pallet（近藤佳奈子・三好りえ・阿部玲子・依田恵理子）

Cafe de KATAYOSE
ダーク片寄が主に女性声優にインタビューするという文化放送A&Gサイトのメールマガジンで掲載されていたコーナーのBSQR489版の放送。ダーク片寄が文化放送の編成部長に人事異動することとなりコーナーが続けられなくなり終了した。eXtendedMusicでは名塚佳織、朴璐美、白石涼子、浅野真澄、豊口めぐみのインタビューを放送した。
バロン大野のアニメってほんとにイイですねぇ

## 放送番組

### BSQR489での放送
- eXtendedMusic（2002年8月 - 2006年3月） - DigiQ+N 93でも放送される場合は「楽音潮流 eXtendedMusic」として放送
- eXtendedMusic R（2005年10月開始）

リクエスト曲専用の番組。RはRequestのR。
- eXtendedMusic L（2005年10月開始）

バロン大野とこんちん（フリーアナウンサーの今野要子）が毎週交代で生放送でパーソナリティーをしていた。Lは生放送のLIVEのL。
- eXtendedMusic LIMITED（2002年10月開始）
- eXtendedMusic HALF（2003年4月開始、水曜日 21:30 - 22:00）

「智一・美樹のラジオビッグバン」が地上波で30分しか放送されなかった場合、BSQRでも30分しか放送されず、残りをこの番組が埋めることもあった。
- eXtendedMusic LIBRARY（2004年4月開始、野球シーズン中「アニスパ!」終了後 - 24:30）

BSQR489では「A&G 超RADIO SHOW〜アニスパ!〜」が地上波の文化放送との同時生サイマル放送を放送する都合上、文化放送側の野球中継延長の影響で放送時間が変更になることを見越して、土曜日深夜の放送時間を翌日0時30分まであらかじめ確保してある。そのためのクッション番組として放送時間の変更が無かった場合などに「アニスパ!」終了後から、翌日0時30分までこの番組が放送される。
- eXtendedMusic Irregular
- eXtendedMusic ARCHIVE、eXtendedMusic FinalStage(2006年3月31日 5:00 - 17:00)

BSQR489閉局日に放送（途中12:00 - 13:00は「WeeklyAsiaBox」、16:00 - 16:10は「金田朋子のミニミニミクロ宣伝会議」の最終回を放送）。
eXtendedMusic ARCHIVE
生更新のデータ放送や曲名のフォローなどは無く、今までのリクエストカウントダウンで放送されたランキングの再発表と番組に送られたイラストの掲載、番組でかかった曲の回数の多い曲のランキングの発表を行った。
eXtendedMusic FinalStage
PartIからPartIIIまであり、PartI・IIはリスナーからあらかじめ推薦文付のリクエストを募集していた「あなたがえらぶおすすめの1曲」の放送。PartIIIは2006年1月 - 3月までに放送されていた冬アニメソングリクエストカウントダウンの発表となった。

### DigiQ+N 93での放送
- 楽音潮流 eXtendedMusic（2003年10月 - 2006年9月）

2006年3月まではBS4QR89で放送された「eXtendedMusic」と同内容のものを放送。BS4QR89閉局後の2006年4月からはBSQR489「eXtendedMusic R」の再放送を行うという形で放送されていた（但しデータ放送などは全く無い）。
- A-MusicStream

### 文化放送での放送
- eXtendedMusic Irregular（日曜 終夜放送時27:00 - 28：00） - 不定期、編成により異なる

野球中継延長によるA&G関連番組の休止を防ぐためのクッション番組として主に機能した。基本的にはBSQR489で放送した内容そのままであるが、曲間などで入っていた「BSQR」の音声には「JOQR」のサウンドロゴを重ねて消していた。今後、AM地上波でこのような形であってもeXtendedMusicが復活することは無いと原口は述べる。

## 超!A&G+「A-MusicStream」
A-MusicStream（エーミュージックストリーム）は、超!A&G+で放送されているラジオ番組。2009年4月以降は超!A&G+ナイタークッションプログラムとして放送されており、2014年9月に一度終了したが、2018年4月から再開された。

### 概要
「eXtendedMusic ARCHIVE、eXtendedMusic FinalStage」内で、番組を今まで担当していた原口はデータ放送の中で「今後eXtendedMusicの復活は無い」とアナウンスしたが、この番組の最後でeXtendedMusicの番組のコンセプトを受け継いだ番組をどこかで復活させたいという「A-Music Stream」構想があることを発表。この構想を具現化し、DigiQ+N 93に次いで、超!A&G+で放送している。
2007年度にはDigiQ+N 93や地上波の「超!アニメロアワー」内（2007年8月4日のみ）でも放送されていたが、その時代の放送についての情報が無いため省略する。
超!A&G+での「A-MusicStream」は、2007年9月3日の開局時に特別番組としてDigiQ+N 93時代の音源を再編成したものが放送されていた。それから7ヶ月後に当たる2008年4月に同年3月まで土曜20時台に放送されていた「小杉十郎太・野中藍 酒とバラの日々」と「超!A&G+ナビ」の片方である「小杉十郎太・野中藍 酒とバラの日々」が終了した事を受けてのレギュラーつなぎ番組としてレギュラー放送が開始された。また、それと同時に「超!A&G+ナビ」は火曜の21:30 - 22:00へと放送時間が移動となった。
番組内容はeXtendedMusicとほぼ同じである。ただ、大きな違いとしては原口の個人制作となり、曲紹介からフリートークまで全て原口が行っていた。構成としてはリスナーからのリクエストと原口自身の選曲を流すというものであり、その関係で初期頃にはリクエストランキングなどeXtendedMusicに近いような部分も見受けることができた。また、フリートークでは文化放送のお家事情の話や特別番組の裏話などを語っていた回も多かった。この構成は2009年度のリニューアルと共に全て廃止となった。
2009年度以降は「アニスパ!」･「こむちゃ」の地上波スタートが遅れた場合にのみ登場する穴埋め番組へとリニューアルされ、レギュラー時代のコーナー等は全て廃止となった。これ以降は現在に至るまで、番組開始までの最大3時間の間を埋めるための音楽を流す番組として放送されている。全体的にBSQR時代の「eXtendedMusic LIBRARY」と似た扱い。
また過去には途中で楽曲が途切れた場合は次回登場時に曲をかけ直していたが、2013年度以降は行っていない。
リニューアル当初は文化放送ホームランナイターの時間延長で時間内に収まらない「アニスパ!」のゲストコーナーを補完する目的を果たしていたが、2度目のナイター延長以降は「アニスパ!プラス」のリピート内容を再編集して放送するように変更されたため、この番組での補完はなくなった。
最長で3時間近く放送されていた日もあれば、たった10分だけの出番または出番なしの日もある。
番組内で流れるジングルは「A-Musicstream アニスパ!プラス」・「A-Musicstream 超A&G RADIO SHOW～（A-Musicstream）アニスパ!～プラス」と男女が混合で発言しているバージョンや「A-Musicstream 超A&G+ （A-Musicstream）」などと発言しているバージョンがある他、2014年度以降ではかつてeXtendedMusic時代に使用されていた「This Program Select Animation Music on eXtendedMusic」の一部を差し替えた「This Program Select Animation Music on A-MusicStream」と発言しているバージョンも使用しており、いずれも、男性（太文字）はの声は変わらず、女性の声は外国人が二人と日本人の一人が声を出している。
全てかは不明だが、いずれもジングル制作は「ジングルジェイピー」
また番組の収録は文化放送のスタジオを使わず、原口の自宅で収録を行っている。
2025年3月31日にて超!A&G+のサービス終了することに伴い、「A&G TRIBAL RADIO エジソン」の配信自体は自体は、文化放送が別途運営する総合配信プラットフォーム「QloveR」内の「超！A&G+チャンネル」に移管される予定で有るが、当番組の扱いについては不明となっている。

### パーソナリティ
- 原口誠司

制作側（ミキサー）である事もあり、他ページ等にも原口についての情報がないため、現在分かっている事を簡単に記載する。
1980年3月生まれ、長崎県出身。友人の紹介で知った「アニラジ」や「ラジオドラマ」などをよく好んで聴いていた。高校生時代にはシステムエンジニアを目指していたが、両親の「趣味を仕事にしない方がよい」という言葉を聞き納得した原口は、ふと思いついたラジオ業界を目指すことにし、高校卒業後は上京して日本工学院専門学校に入学。卒業後はラジオ番組制作の派遣会社に就職し、FM放送局などを担当してきたが、ある時に会社の社長に「コンピューター系に得な人が必要なので、文化放送へ行ってほしい」と言われたことがきっかけで、文化放送に出向することとなった。これ以降、BSQR・A&G+などを中心に担当することになり、現在に至っている。また、番組終了後の2015年9月18日放送分の『ジェンガでナイト!』に飛び入り出演し、番組内では「ハラグチくん」として紹介され、顔出し出演の上、その際に年齢が36歳であることも発言している。

### 各年度の放送
ここからは、各年度に分けて説明する。

#### 2008年度
上記にもあるように、レギュラーつなぎ番組として放送されていたため、当初の予定では6月に放送終了する予定だったが、最終的には9月まで放送が行われることになった。
番組は毎週土曜 20:00 - 21:00の定時放送であったため、2009年度以降とは違い原口のフリートークが多く、曲紹介や番組改編についての説明などをしていた回もあったほか、文化放送のお家事情の話や特別番組の裏話などを語っていた回もある。また、番組は翌日・日曜の10:00 - 11:00にも再放送を行っていたため、時間などを発言する場合は必ず土曜・日曜両日の時間を発言していた。
番組にはメールアドレスが存在し、メールからのリクエストも受け付けており、リクエストを送る際には必ず一言を添えるのが条件であった。そのため、番組開始から3ヶ月間はリクエストの集計による月間ベスト10も設けたが、リクエストが少なかったため、6月で途中終了となった。

#### 2009年度から2012年度
2008年度とは大きく変わり、地上波番組が始まるまでの暫定的措置として放送されることになったため、原口の登場はほとんど無くなり、場合によっては全く登場しないこともあった。登場した場合でも、番組についての説明がほとんどである。また、メールアドレスも廃止となり、リクエストの受け付けは行わない。
2011年までのリピート放送では『アニスパ!』放送時間に合わせて最大1時間まで編集されるため、本放送時に流れていた楽曲の半分以上が流れないこともあった。
上記にもあるが、地上波番組が始まるまでの暫定的措置であるため、シーズン終了時には原口が毎回「来シーズンの放送があるかは不明」という旨を言っている。

#### 2013年度
2013年度からは構成が変わり、21時から21時10分・21時10分から21時59分・22時から22時59分・23時から23時59分の4部構成となった。そのため、各時間の59分から1分間はCMが放送される。原口によれば「各時間の放送の更新作業を楽にするため」とのこと。
画面比率が4:3から16:9になり、今まで未対応だった簡易動画番組に対応したため、BSQRでの「eXtendedMusic」以来となる動画での放送楽曲情報が表示が行われるようになった。表示方法は、BSQRのような文章を配信するデータ放送タイプでは無く、超!A&G+のロゴムービーの上にテロップで放送中の曲名が表示されるタイプで、曲名の表示は楽曲をワンコーラス流した後に表示する。
その他、曲名以外に左上には「A&G 超RADIO SHOW～アニスパ!～」のテロップと、右上に回転する「A-Musicstream」のテロップが表示される他、23時以降になると左上に「こむちゃっとカウントダウン」のロゴも表示される。またそれ以外に、2013年5月18日の放送では原口が撮影した写真の表示を行ったり、2013年9月28日の放送では2013年9月19日に原口が文化放送の10階から撮影した中秋の名月の動画を等倍で流すなどの動画を使った取り組みも行なっていた。
テロップ表示開始にそれに伴い、前年度に行われていた番組公式Twitterでの放送曲名のツイートが行われなくなったが、公式ブログへのセットリスト掲載は継続されていた。

#### 2014年度
2014年度からは大きな変化があり、まず冒頭の10分間は鷲崎健と浅野真澄のユニット「milk rings」の「MR.DJ」と「sunny-rain」を流し、その後21時10分から放送する形に変更となった。また、番組としては馴染みのあった原口の登場が完全に無くなり、それに加えて2013年度からの4部構成が3部構成へ変更されている。
この構成について、原口は「10分間だとすぐだから、後処理を軽減させるため」 とTwitterに書き込んでおり、また登場しないことについては「映像で文字でいろいろできるように（BSQR時代）戻ったので、やめてみた、あくまでやめてみた」 と書き込んでいる。
番組の説明は映像上だけとなり、21時8分過ぎ・22時・22時30分・23時に必ず「MR.DJ」のInstrumentalと共に流れている。
「アニスパ!・プラス」第555回（2014年12月6日）放送分のエンディングにて、2015年3月を以て番組を終了が発表され、2015年度以降のナイタークッション対応は、下記の対応に移行したため、「A-MusicStream」としての放送は2014年度（最終回は2014年9月27日）を以て終了した。

#### 2015年度から2017年度
2015年度から2017年度までは、2015年4月開始の「A&G TRIBAL RADIO エジソン」に超!A&G+ナイタークッションプログラムが統合された形で継続されていた。
2014年度に引き続き原口が登場しないのは変わらない一方、その代わりに事前収録した「エジソン」のパーソナリティである花江・日高のナレーションを流すという対応が行われるようになった。また、動画では楽曲名テロップを2コーラス表示する対応を継続した上で、その他にエジソンの番組ロゴを背景として、その上にテロップによる案内を各10分毎に表示するように変更された。
余った時間はインスト楽曲を流し調節するようにするなどの対応を行っていた時期もあった また、後処理の軽減を理由に2014年度に行われていた、放送開始時間を21時10分にする対応は廃止となった。
その他の詳細については上記のリンクを参照のこと。

#### 2018年度
『エジソン』の番組リニューアルに併せて、約3年半振りに番組が再開された。これに伴い、2015年度から行われていたパーソナリティによるナレーションが廃止となり、原口も登場せず、案内テロップのみのアナウンスへと変更となった。また、背景のエジソンロゴ・案内テロップなどの画面形式は2015年度以降のものが継続されている一方、左上には常時「cooperation of A-MusicStream（A-MusicStreamの協力）」と表示されるようになり、当番組である事を表している。また、ジングルも当番組のものが全て使用され、形式に変化はあるものの、完全な再開となった。
2014年度以降に行われていた「A&Gオールスター」の宣伝等も行われなくなった。その一方で、5月5日・8月11日の放送では2018年度から「超!A&G+」で試験導入されているテロップシステム（放送中に文を上乗せで表示する）のテスト表示を行っており、テスト枠として兼ねている事も見受けられるようになった。
長らくナイタークッションプログラムとしてナイターシーズン（4月 - 9月）のみ放送されていたが、「エジソン」の開始以降は対応に変化が現れた事もあり、11月3日にはナイターオフシーズンに初となる放送が行われた。10月からNRN番組扱いが再開されたため、21時台は通常に裏送りされ、22時から放送開始という異例の対応だった。

#### 2019年度から2020年度
文化放送地上波の番組改編の都合上1965年度より毎年ナイターシーズン(4月 - 9月）に編成されてきた週末のプロ野球中継（1978年以降は「文化放送ホームランナイター」）の土曜廃止A&Gゾーン強化 に伴い、このナイタークッションプログラムの出番も未定となっており、2019年・2020年は一度も放送機会が無かった。

#### 2021年度
11月20日と27日のエジソン枠で地上波の野球延長による待機となったが、20日は超!A&G+向けに裏送りされていた特別番組の企画が時間内に勝敗がつかず、エジソン+まで急遽拡大されたため幻の放送になったが、27日分は22時より23時30分まで待機が長くなり2018年度以来の出番となった。

#### 2022年度
10月22日と29日のエジソン枠で地上波の野球放送延長による待機となっている。このうち22日は22時40分まで待機が長くなり100分版の出番となった。
翌週の29日も22時10分までの70分版の出番となった。

#### 2023年度
10月28日と11月4日のエジソン枠で地上波の野球放送延長による待機となっている。このうち10月28日は22時10分まで待機が長くなり70分版の出番となった。
翌週11月4日も21時50分までの50分版の出番となった。

#### 2024年度
本来なら10月26日と11月2日のエジソン枠で地上波の野球放送延長による待機のはずだったが、「A&G TRIVAL RADIO エジソン」の放送499回および500回記念の特別企画の関係で出番は見送られ、10月19日17:00-18:00の超!A&G+「超!A&Gスペシャル」枠に代替され「超!A&Gミュージックスペシャル」で放送、翌週10月26日・翌々週11月2日の同時刻にも再放送されていた。なお、超!A&G+では「エジソン」のこの2回分は21時より裏送りで先行放送するとの公式Xからポストがあった。

#### 放送時間
| 放送期間（放送回数）                       | 本放送時間                                                                                            | リピート放送時間                                                                    | 備考                                            |
| ------------------------------------------ | --- | ----------------------------------------------------------------------------------- | ----------------------------------------------- |
| 2008年4月12日 - 9月27日                    | 土曜日 20:00 - 21:00                                                                                  | 日曜日 10:00 - 11:00                                                                |                                                 |
| 2009年4月11日 - 10月3日（全31回）          | 土曜日「アニスパ!」遅延時の21:00 - 「アニスパ!」開始                                                  | 日曜日「アニスパ!」リピート放送後 - 8:00 日曜日 「アニスパ!」リピート放送後 - 19:30 |                                                 |
| 2010年4月16日 - 10月2日（全22回）          | 土曜日「アニスパ!」遅延時の21:00 - 「アニスパ!」開始                                                  | 日曜日「アニスパ!」リピート放送後 - 8:00 日曜日 「アニスパ!」リピート放送後 - 19:30 |                                                 |
| 2011年4月16日 - 10月1日（全14回）          | 土曜日「アニスパ!」遅延時の21:00 - 「アニスパ!」開始                                                  | 日曜日「アニスパ!」リピート放送後 - 8:00 日曜日 「アニスパ!」リピート放送後 - 19:30 |                                                 |
| 2012年4月14日 - 9月29日（全16回）          | 土曜日「アニスパ!」遅延時の21:00 - 「アニスパ!」開始                                                  | リピートなし                                                                        |                                                 |
| 2013年4月20日 - 9月28日（全18回）          | 土曜日「アニスパ!」遅延時の21:00 - 「アニスパ!」開始                                                  | リピートなし                                                                        |                                                 |
| 2014年4月5日 - 9月27日（全16回）           | 土曜日「アニスパ!」遅延時の21:10 - 「アニスパ!」開始 （2014年7月26日、8月30日、9月27日のみ21:00から） | リピートなし                                                                        |                                                 |
| 2018年4月21日 - 9月29日、11月3日（全18回） | 土曜日「エジソン」遅延時の21:00 - 「エジソン」開始 （2018年11月3日のみ22:00から）                     | リピートなし                                                                        | ナイターオフ編成でも放送の場合あり              |
| 2021年11月20日 - 27日（全2回）             | 土曜日「エジソン」遅延時の21:00 - 「エジソン」開始                                                    | リピートなし                                                                        | ナイターオフ編成のみ （日本シリーズ放送時のみ） |
| 2022年10月22日 - 29日（全2回）             | 土曜日「エジソン」遅延時の21:00 - 「エジソン」開始                                                    | リピートなし                                                                        | ナイターオフ編成のみ （日本シリーズ放送時のみ） |
| 2023年10月28日 - 11月4日（全2回）          | 土曜日「エジソン」遅延時の21:00 - 「エジソン」開始                                                    | リピートなし                                                                        | ナイターオフ編成のみ （日本シリーズ放送時のみ） |

### 特別編成に伴う変更
文化放送（超!A&G+や地上波）のスポーツ中継などの特別編成や、超!A&G+に対するエジソン（2014年まではアニスパ!）の特別対応により、番組が短縮・休止する場合がある。
- 2010年6月5日放送分は、野球延長でアニスパ本編が21:30からの90分放送であったが、当日21時から実施したアニスパ!経済特区（通称「アサネットあさの」）で行ったあさのますみの絵本の先行販売に伴い、浅野が番組開始まで先行販売の案内を含めたフリートークを行ったため休止。なお、通常はアニスパ本編放送後に、短縮された分A-MusicStream再編集版を放送しているリピート枠でも、120分放送扱いとなり、本放送時と同じく浅野のフリートークを放送後アニスパ本編を放送した。
- 2010年6月19日放送分は、文化放送で「2010 FIFAワールドカップ 実況中継『オランダ×日本』」放送後、22:40から「アニスパ!」が放送されたが、超!A&G+では22:00から40分間、裏送り放送を行った。「アニスパ!」が1時間繰り下げの120分扱いで放送されたため、この日のA-MusicStreamは通常22:40開始時の対応に当たる100分放送のところ、22:00開始時の対応に当たる60分放送を行われた。
- 2010年8月1日の「アニスパ!」リピート最終に当たる17:30 - 19:30は「創立30周年〜8月1日は81プロデュースの日スペシャル!」(12:00-19:00は竹芝・ニューピアホールからの動画つき放送）の生中継と19:00-19:30の「三ヶ国語で聴くアニソン!」の臨時リピート放送のため休止。

### エピソード
- 2010年7月3日放送分は、原口がBBQR時代のeXtendedMusicを振り返り、2007年7月当時の「eXtendedMusic」で放送されていた楽曲を紹介した。
- 2010年シーズン最終回の2010年10月2日放送分は原口が旅行した、長崎の歩道橋で収録、Twitter上で募集した質問に応えた。